# Pal·ladi de Metone
Pal·ladi de Metone (grec antic: Παλλάδιος, llatí: Palladius) va ser un sofista i retòric grec fill d'un Pal·ladi probablement també retòric, que va viure a la primera meitat del segle iv, en el regnat de Constantí I el Gran. Va néixer a la ciutat de Metone. No s'ha de confondre amb el retòric i poeta Pal·ladi, amic de Símmac, mencionat per Sidoni Apol·linar.
Segons diuen la Suïda i Eudòxia Macrembolitissa, va escriure:
- Περὶ τω̂ν παρὰ ̔Ρωμαίοις ἑορτω̂ν, De Romanorum Festis.
- Διαλέξεις, Disputationes.
- Λόγοι διάφυροι, ̓Ολυμπιακός, πανηγυρικός δικανικός, Orationes Diversae, Olympiaca, Panegyrica, Judicialis.

És probable que aquesta última obra, Orationes Diversae, sigui la mateixa que Foci menciona amb el nom de Μελέται διάφοροι Exercitationes Diversae, que havia llegit, i considerava molt superior a les obres d'altres retòrics de l'època.